# Ржевский, Сергей Дмитриевич
 Сергей Дмитриевич Ржевский (1851—1914) — симбирский, тамбовский и рязанский губернатор, действительный статский советник, гофмейстер.

## Биография
Родился 8 (20) мая 1851 года в Москве в семье статского советника Дмитрия Семёновича Ржевского (1817—1868), представителя небогатой рязанской ветви древнего рода Ржевских; мать — Наталья Сергеевна Фонвизина (1826—1886), сестра московского губернатора И. С. Фонвизина. Унаследовал от матери музыкальные способности; М. А. Боратынский писал: «С Ржевским нас соединяла, главным образом, музыка, так как он был большим любителем и порядочным скрипачом…»
Окончив курс юридического факультета Московского университета со степенью кандидата, в службу вступил 27 октября 1876 года младшим чиновником особых поручении при рязанском губернаторе.
В 1877 году командирован главным управлением общества попечения о раненых и больных воинах, в качестве уполномоченного при главноуполномоченном общества в тылу действующей армии. По возвращении из командировки назначен секретарем Рязанского губернского статистического комитета. В 1879 году пожалован в звание камер-юнкера Двора Его Императорского Величества. В 1880 году исполняющий должность одесского отдельного цензора по внутренней цензуре.
В 1881 году назначен председательствующим в Одесском временном присутствии по внутренней цензуре. В 1890 году откомандирован в Московский цензурный комитет, затем причислен к Министерству внутренних дел и назначен 19 июля симбирским вице-губернатором. В 1893 году пожалован в звание камергера Высочайшего Двора, а в 1896 году назначен тамбовским губернатором. 27 августа 1904 назначен рязанским губернатором. По словам современника:

 «Он был добрым, в высшей степени благородным и очень неглупым человеком, но с ленцой, хотя не без работоспособности. Он любил покушать и угостить, любил теннис и маленькую партию в карты в своей компании, а больше всего любил цветы».
23 ноября 1905 года подал в отставку, баллотировался в Государственную думу, но неудачно. Был произведён в гофмейстеры. Вернулся в родовое имение Власьево Зарайского уезда, где в 1907—1910 гг. избирался гласным Зарайского уездного и Рязанского губернского земских собраний. Затем переехал в Санкт-Петербург, где и скончался от тяжелой болезни 18 (31) марта 1914 года.

## Семья
Жена — Екатерина Леонидовна Муратова — приходилась двоюродной сестрой тамбовскому и курскому губернатору Н. П. Муратову. Дочери: Наталья, Евдокия, Екатерина, Татьяна. Правнучка — Наталья Борисовна Рязанцева, сценарист, жена Геннадия Шпаликова и Ильи Авербаха.